# さとるくん
さとるくんは、都市伝説として語られる話の題名であり、その話の人物の名前である。2000年代前半に流行した。「さとるくん」という名は、人の心を読む妖怪「さとり」からきているという説がある

## 概要
さとるくんは電話で呼び出すことができ、さとるくんに質問すればどんなことでも答えてくれる。
流布している話の内容は、概ね以下のとおりである。
公衆電話に10円玉を入れて自分の携帯電話にかける。つながったら公衆電話の受話器から携帯電話に向けて「さとるくん、さとるくん、おいでください。」と言う。それから24時間以内にさとるくんから携帯電話に電話がかかってくる。電話に出ると、さとるくんから今いる位置を知らせてくれる。そんな電話が何度か続き、さとるくんがだんだん自分に近づき最後には自分の後ろに来る。このときにさとるくんはどんな質問にも答えてくれる。ただし、後ろを振り返ったりすると、さとるくんにどこかに連れ去られるという噂。今の所、異世界に連れて行かれる噂がある。
他にも既に答えがわかっている質問をしてしまうと、さとるくんが怒ってしまうという。怒ると、多くの場合殺されてしまう。

## 関連作品

### 映画
- 『さとるだよ』 - 2015年4月18日と6月22日の2ヶ月間のみ上映されたサスペンス映画。この都市伝説をモチーフとした3つのエピソードが絡む内容となっている。

### テレビドラマ
- 『ほんとにあった怖い話 15周年スペシャル』 - 2014年8月16日にフジテレビで放送されたテレビドラマ。その中で放送された話「さとるくん」（主演：剛力彩芽）はこの都市伝説を題材にしている。

### 小説
- 『つい、見たくなる怪異な世界 不吉な噂、謎の呪文、怖い伝説……実際にあった49の話』 - 朝里樹による掌編小説集で、「さとるくん」を題材にした掌編が一本収録されている。